# Pi Mensae b
B Mensae Pi (π Mensae b), también conocido como HD 39091 b es un planeta extrasolar que se encuentra a 59 años luz de distancia en la constelación de Mensa. El planeta fue anunciado en órbita alrededor de la amarilla estrella subgigante Pi Mensae
en octubre de 2001. Debido a la gran masa del planeta y de gran excentricidad, el planeta está clasificado como un "superjúpiter excéntrico".